# Š’-cuej-šan
Š’-cuej-šan (čínsky pchin-jinem Shízuǐshān, znaky 石嘴山) je městská prefektura v Čínské lidové republice, kde patří k autonomní oblasti Ning-sia. Celá prefektura má rozlohu 4 082 čtverečních kilometrů a v roce 20207 zde žily tři čtvrti milionu obyvatel.
Š’-cuej-šan leží na západním břehu Žluté řeky. Prefektura tvoří nejsevernější část Ning-sie. Na jihu hraničí s Jin-čchuanem a na západě, severu i východě hraničí s Vnitřním Mongolskem.

## Administrativní členění
Městská prefektura Š’-cuej-šan se člení na tři celky okresní úrovně, a sice dvaměstské obvody a jeden okres.
| městský obvod · Ta-wu-kchou městský obvod · Chuej-nung okres · Pching-luo |          |                       |                    |                                  |
| Název                                                                     | Název    | Počet obyvatel (2020) | Rozloha km² (2020) | Hustota zalidnění (obyv. na km²) |
| český přepis                                                              | znaky    | Počet obyvatel (2020) | Rozloha km² (2020) | Hustota zalidnění (obyv. na km²) |
| Městské obvody                                                            |          |                       |                    |                                  |
| Ta-wu-kchou                                                               | 大武口区 | 298 292               | 952                | 313                              |
| Chuej-nung                                                                | 惠农区   | 178 891               | 1 067              | 168                              |
| Okres                                                                     |          |                       |                    |                                  |
| Pching-luo                                                                | 平罗县   | 274 206               | 2 064              | 133                              |
|                                                                           |          |                       |                    |                                  |
| Celkem                                                                    | Celkem   | 751 389               | 4 082              | 184                              |